# Смещение вследствие пропущенных переменных
Смещение вследствие пропущенных переменных (англ. Omitted variable bias) — явление в регрессионном анализе, связанное с получением, смещённых и несостоятельных оценок регрессионных коэффициентов вследствие некорректной спецификации модели, а именно невключения в оцениваемую модель независимых переменных, оказывающих причинно-следственное влияние на зависимую переменную, или невозможности включить в неё некую ненаблюдаемую независимую переменную.

## Формальный вывод
Представим, что истинная регрессионная модель выглядит следующим образом:
где {\displaystyle y} — вектор отклика, {\displaystyle x} и {\displaystyle z} — матрица и вектор независимых переменных. При условии, что {\displaystyle cor(x,~\epsilon )=0} и {\displaystyle cor(z,~\epsilon )=0}, то оценки {\displaystyle \beta } и {\displaystyle \gamma } соответственно будут МНК-оценками регрессионной зависимости отклика от независимых переменных. В частности, {\displaystyle {\hat {\beta }}=(X'X)^{-1}X'y} (где {\displaystyle X} — объединённая матрица независимых переменных).
Чтобы смоделировать смещение вследствие пропущенных переменных, опустим предиктор {\displaystyle z}, включив его в состав нескоррелированной с {\displaystyle x} части модели:
Тогда МНК-оценки коэффициентов при предикторах будут несостоятельны в сравнении с истинным коэффициентом {\displaystyle \beta }:
Поскольку, согласно допущению изначальной модели, {\displaystyle cor(x,~\epsilon )=0}, то {\displaystyle \mathrm {plim} \left((N^{-1}X'X)^{-1}(N^{-1}X'\mathbf {\epsilon } )\right)=0}, тогда как 